# Julie White
Julie White (San Diego, 4 giugno 1961) è un'attrice statunitense.

## Biografia
Julie White è nota al pubblico televisivo per il suo ruolo nella sitcom Grace Under Fire. Ha partecipato nel 2007 al film Transformers. Nel 2009 è stata riconfermata nel film Transformers - La vendetta del caduto e il suo seguito Transformers 3 sempre nei panni di Judy Witwicky. Apprezzata interprete teatrale, nel 2007 ha vinto il Tony Award alla miglior attrice protagonista in un'opera teatrale per il suo lavoro a Broadway.
Nel 2018 entra a far parte della terza stagione delle serie tv Designated Survivor col ruolo di Lorraine Zimmer, responsabile della Campagna Elettorale di Kirkman.

## Filmografia

### Cinema
- Dimmi che non è vero (Say It Isn't So), regia di J. B. Rogers (2001)
- La guerra dei mondi (War of the Worlds), regia di Steven Spielberg (2005)
- Transformers, regia di Michael Bay (2007)
- Il diario di una tata (The Nanny Diaries), regia di Shari Springer Berman e Robert Pulcini (2007)
- Michael Clayton, regia di Tony Gilroy (2007)
- Transformers - La vendetta del caduto (Transformers: Revenge of the Fallen), regia di Michael Bay (2009)
- Quell'idiota di nostro fratello (Our Idiot Brother), regia di Jesse Peretz (2011)
- Transformers 3 (Transformers: Dark of the Moon), regia di Michael Bay (2011)
- Amicizia a rischio (Inside Out), regia di Artis Mandelberg (2011)
- Come la prima volta (Hello, I Must Be Going), regia di Todd Louiso (2012)
- Lincoln, regia di Steven Spielberg (2012)
- Life Partners, regia di Susanna Fogel (2014)
- A Very Murray Christmas, regia di Sofia Coppola (2015)

### Televisione
- Law & Order - I due volti della giustizia (Law & Order) – serie TV, episodio 2x12 (1992)
- Grace Under Fire – serie TV, 94 episodi (1993-1997)
- Arli$$ – serie TV, episodio 3x12 (1998)
- Il tocco di un angelo (Touched by an Angel) – serie TV, episodio 6x05 (1999)
- JAG - Avvocati in divisa (JAG) – serie TV, episodio 5x17 (2000)
- Squadra Med - Il coraggio delle donne (Strong Medicine) – serie TV, episodio 1x03 (2000)
- Ally McBeal – serie TV, episodio 4x19 (2001)
- Six Feet Under – serie TV, 4 episodi (2001-2002)
- Whoopi – serie TV, episodio 1x06 (2003)
- Law & Order - Unità vittime speciali (Law & Order: Special Victims Unit) – serie TV, 5 episodi (2003-2007)
- Rescue Me – serie TV, episodio 1x01 (2004)
- Desperate Housewives – serie TV, episodi 2x23-2x24 (2006)
- Taking Chance - Il ritorno di un eroe (Taking Chance), regia di Ross Katz – film TV (2009)
- Law & Order: Criminal Intent – serie TV, episodio 10x04 (2011)
- Damages – serie TV, episodio 4x01 (2011)
- Go On – serie TV, 22 episodi (2012-2013)
- Alpha House – serie TV, 20 episodi (2013-2014)
- Nurse Jackie - Terapia d'urto (Nurse Jackie) – serie TV, 10 episodi (2014)
- Una nuova vita per Zoe (Wild Car) – serie TV, episodio 1x01 (2014)
- The Good Wife – serie TV, episodio 6x13 (2015)
- A Very Murray Christmas, regia di Sofia Coppola – film TV (2015)
- You're the Worst – serie TV, episodio 3x05 (2016)
- Man Seeking Woman – serie TV, 4 episodi (2017)
- Chicago Med – serie TV, episodio 3x13 (2018)
- Speechless – serie TV, episodio 3x03 (2018)
- Designated Survivor – serie TV, 10 episodi (2019)
- Mrs. America – miniserie TV, episodio 8 (2020)
- NCIS: Hawai'i – serie TV, 7 episodi (2021-2024)
- Roar – serie TV, episodio 1x07 (2022)
- WeCrashed – miniserie TV, episodio 2 (2022)
- And Just Like That... – serie TV, episodio 2x06 (2023)
- American Horror Story – serie TV, 9 episodi (2023-2024)

### Doppiatrice
- Mostri contro alieni (Monsters vs. Aliens), regia di Conrad Vernon e Rob Letterman (2009)
- Mostri contro alieni - Zucche mutanti venute dallo spazio (Monsters vs. Aliens: Mutant Pumpkins from Outer Space), regia di Peter Ramsey – cortometraggio (2009)
- Mostri contro alieni - La notte delle carote viventi (Night of the Living Carrots), regia di Robert Porter – cortometraggio (2011)
- Big Mouth – serie animata, 8 episodi (2019-2022)

## Teatro (parziale)
- Dinner with Friends, di Donald Margulies. Variety Arts Theatre di New York (1999)
- The Little Dog Laughed, di Douglas Carter Beane. Cort Theatre di Broadway (2006)
- La dodicesima notte, di William Shakespeare. Public Theater di New York (2009)
- Next Fall, di Geoffrey Nauffts. James Bridges Theatre di Los Angeles (2012)
- Vanya and Sonia and Masha and Spike, di Christopher Durang. John Golden Theatre di Broadway (2013)
- A Doll's House, Part 2, di Lucas Hnath. John Golden Theatre di Broadway (2017)
- Camelot, di Alan Jay Lerner e Frederick Loewe. Lincoln Center di New York (2019)
- Gary: A Sequel to Titus Andronicus, di Taylor Mac. Booth Theatre di Broadway (2019)

## Doppiatrici italiane
Nelle versioni in italiano delle opere in cui ha recitato, Julie White è stata doppiata da:
- Franca D'Amato in Transformers, Transformers - La vendetta del caduto, Transformers 3, Grace Under Fire, Taking Chance - Il ritorno di un eroe, Designated Survivor
- Roberta Pellini in Lincoln, A Very Murray Christmas
- Adele Pellegatta in Ally McBeal
- Antonella Giannini ne Il diario di una tata
- Roberta Paladini in Taking Chance - Il ritorno di un eroe
- Cinzia Massironi in Come la prima volta
- Lorenza Biella in Law & Order - Unità vittime speciali
- Caterina Rochira in Law & Order - Criminal Intent
- Renata Biserni in American Horror Story
- Valeria Perilli in NCIS: Hawaii

Da doppiatrice è stata sostituita da:
- Roberta Greganti in Mostri contro alieni, Mostri contro alieni - Zucche mutanti venute dallo spazio, Mostri contro alieni - La notte delle carote viventi
- Monica Bertolotti in Big Mouth